# Рощин Михайло Михайлович
Михайло Михайлович Рощин (рос. Рощин Михаил Михайлович, справжнє прізвище — Гібельман; 10 лютого 1933, Казань — 1 жовтня 2010 Москва) — радянський та російський письменник, драматург, сценарист.

## Життєпис
Михайло Гібельман народився 10 лютого 1933 року в Казані. Дитинство Михайла пройшло в Севастополі.
Співавтор сценарію українського фільму «Нові пригоди янкі при дворі короля Артура» (1988, 2 а).
Михайло Рощин помер від серцевого нападу 1 жовтня 2010. Похований на Троєкурівському цвинтарі в Москві.

## Сценарії до фільмів
- 1973 — Я тебе люблю;
- 1980 — Старий Новий рік;
- 1985 — Валентин і Валентина;
- 1987 — Шура і Просвирняк;
- 1988 — Нові пригоди янкі при дворі короля Артура;
- 1990 — Фатальна помилка.

## Нагороди
- Премія К. Станіславського
- Премія міста Москви
- Премія імені Сахарова.